# Данкан Голдейн
Фредерік Данкан Майкл Голдейн (англ. Frederick Duncan Michael Haldane; нар. 14 вересня 1951) — британський фізик, що працює в США, спеціаліст із теорії конденсованих середовищ, лауреат Нобелівської премії за 2016 рік разом із Девідом Таулессом та Джоном Костерліцом з формулюванням: «за теоретичне відкриття топологічних фазових переходів та топологічних фаз речовини».
Дослідження Голдейна охоплюють широке коло задач фізики твердого тіла, зокрема теорії рідини Латтінджера, одновимірних спінових ланцюжків, дробового квантового ефекту Голла, топологічного порядку тощо. 
Голдейн є членом Королівського наукового товариства, Американської академії мистецтв і наук, Американського фізичного товариства, британського Інституту фізики, Американської асоціації стрияння розвитку науки. Він є лауреатом премії Олівера Баклі, отримав медаль Дірака Міжнародного центру теоретичної фізики, Нобелівську премію з фізики.
Данкан Голдейн у 1991 р. ввів узагальнення принципу заборони Паулі, запропонувавши інтерполяційний між бозонною й ферміонною границями вираз для підрахунку кількості мікростанів.